# Rui Ramos (atleta)
Rui Ramos (nascido em 9 de julho de 1930) é um atleta português. Ele competiu no triplo salto masculino nos Jogos Olímpicos de Verão de 1952.